# Kreis Kolonja
Der Kreis Kolonja (albanisch Rrethi i Kolonjës) war einer der 36 Verwaltungskreise Albaniens, die im Sommer 2015 nach einer Verwaltungsreform aufgehoben worden sind. Das Gebiet mit einer Fläche von 805 Quadratkilometern im Qark Korça bildet heute die Gemeinde Kolonja. Hauptort war Erseka. In Kolonja lebten im Jahr 2011 11.070 Einwohner.

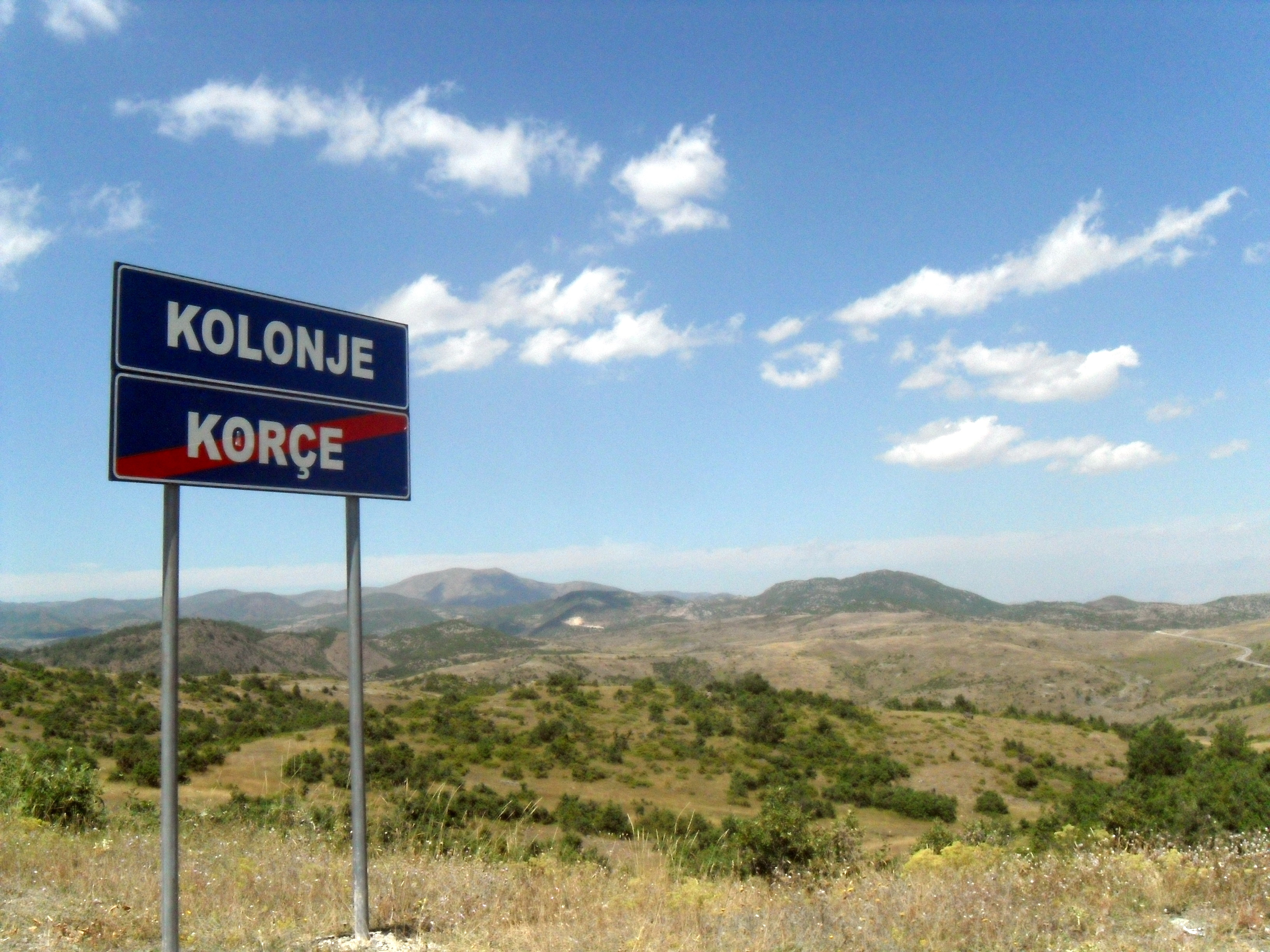
Hügellandschaft an der Nordgrenze der Gemeinde; altes Grenzschild des Kreises

Kolonja liegt sehr abgelegen im gebirgigen Südosten des Landes an der griechischen Grenze in einem Dreieck zwischen dem Fluss Osum, dem Berg Gramoz (griechisch: Grammos) und dem Tal der Vjosa im Süden.
| Name            | Einwohner | Gemeindeart |
| --------------- | --------- | ----------- |
| Erseka          | 3.746     | Bashkia     |
| Leskovik        | 1.525     | Bashkia     |
| Barmash         | 480       | Komuna      |
| Çlirim          | 355       | Komuna      |
| Mollas          | 1.520     | Komuna      |
| Novosela        | 355       | Komuna      |
| Qendër-Erseka   | 2.673     | Komuna      |
| Qendër-Leskovik | 416       | Komuna      |